# ゼフラム・コクレーン
ゼフラム・コクレーン（Zefram Cochrane）はアメリカのSF作品『スタートレック』シリーズの登場人物。ワープドライブ技術を発明し超光速航行をなしとげた科学者として、またそれと同時にバルカン人とのファーストコンタクトを実現させ地球に新時代を迎えさせた人物として、地球人類史におけるヒーローとされている。また劇中で唯一"Star trek"という言葉を言うシーンがあるのはコクレーンのみである（吹き替え版では「星々を探索」）。
「コクレーン」は亜空間強度を示す物理単位の名称としても劇中によく登場する。1コクレーンのパワーで非対称な泡状に亜空間フィールド（ワープフィールド）を展開すると、内部の船体はワープ1（光速と等倍）の速度で推進する。

## 登場作品
| 作品名                                                                                      | 演技者                   | 日本語吹替 | 備考 |
| ------------------------------------------------------------------------------------------- | ------------------------ | ---------- | --- |
| 『宇宙大作戦』 "華麗なる変身（Metamorphosis）"                                              | グレン・コーベット       | 中田浩二   | 2267年。カーク船長が長年不明だったコクレーンと遭遇する。 |
| 『スタートレック ファーストコンタクト』                                                     | ジェームズ・クロムウェル | 坂口芳貞   | 2063年、ワープ実験の前日。 |
| 『スタートレック:エンタープライズ』 第1話 "Broken Bow" 第94話 "In a Mirror, Darkly, Part I" | ジェームズ・クロムウェル | 小林清志   | 記録映像としての登場。未知の文明との遭遇を希望し、深宇宙探査用のワープエンジンの開発を宣言する演説。(第1話) 鏡像宇宙での出来事で、上陸したバルカン人を銃で撃ってしまい、他の地球人もバルカン船の最新技術を略奪してしまう。(第94話) |

## 作中の経歴
2032年生まれ。夢想癖のある変人として知られ、ロック音楽とテキーラを愛する。24世紀では「宇宙旅行を夢見てワープドライブを発明した」とされているが、実際の彼は飛行機すら嫌いで旅行は必ず電車で行くタイプであった。
2053年ごろに停戦を迎えたものの6億人の犠牲者を出した第三次世界大戦によって世界が荒廃した時代、コクレーンと彼のチームは亜空間フィールドバブルに包まれた船体が光速を突破することを発見する。無人探査機で超光速実験を繰り返した後、コクレーンは核ミサイルのタイタンV型ロケットを改造して有人超光速宇宙船の開発に取りかかった。これが人類初のワープドライブ船・フェニックス号である。
2063年4月5日、自らフェニックスに乗り込んだコクレーンはボーズマン（実際にアメリカ合衆国・モンタナ州にある町）から宇宙へ向けて発進し、初の有人ワープドライブ実験に成功した。この時のワープサインが偶然地球近くを航行していたバルカンの科学探査船トゥプラナ・ハスに探知される。調査隊は地球人がついに光速を突破する技術を得たことを知り、コースを逆戻りして地球人とのファーストコンタクトが行われた。バルカン人との遭遇によって宇宙に他の生命体がいることを知った人類は争いをやめ、地球人類としての一体感を持つようになる。そしてその後50年をかけて地球上から戦争や貧困、疫病を撲滅した。（劇場版スタートレック第8作「ファーストコンタクト」）
ファーストコンタクトではバルカン・サリュートができなかったため、握手で挨拶を行った。
なおバルカン人はこれ以前にも地球を調査していたが、超光速航行が可能な種族にのみ交渉を持つというバルカンの規定にのっとり、正式な接触はなされていなかった。またコクレーンは本来ワープドライブ技術による商業的な成功を目指していたが、次第に自らの技術が地球人の復興に役立つことを自覚するようになる。コクレーンは地球の復興とともに深宇宙探査が可能な高速ワープのための研究を続け、22世紀初頭には光速の125倍の速度が可能なワープ5エンジンの開発研究を目的とした「ワープ5センター」を設立、より実用的な宇宙船開発の礎とした。（スタートレック：エンタープライズ1話「夢への旅立ち」）
しかし晩年、コクレーンはアルファ・ケンタウリ星付近から忽然と姿を消し、行方不明となってしまう。その後、とある星域で瀕死状態となっているところをコンパニオンと呼ばれることになるガス状の知的生命体に助けられ、生まれ変わったかのような永遠の若さを手に入れ、小惑星で生きていくことになった。2267年、ふさぎ込んでいたコクレーンのために、コンパニオンによって呼び寄せられた連邦探査船U.S.S.エンタープライズNCC-1701のジェームズ・T・カーク船長らに発見される。ただしコンパニオンと共生していくことを決めたコクレーンは生存していることをカークらに口止めしたため、公式には行方不明ののち死亡したとされている。（宇宙大作戦「華麗なる変身」）